# Substituent

Beispiel: Substituenten (v. l. n. r.: ein Bromatom, eine Methoxygruppe und eine Ethylgruppe, alle drei blau markiert) am Grundgerüst Octan.

Substituent (von lateinisch substituere „ersetzen“) bezeichnet besonders in der organischen Chemie ein Atom oder eine Atomgruppe (Organyl-Rest oder sonstiger Rest), welche(s) in einem Molekül ein Wasserstoffatom ersetzt, dieses also substituiert. Es können auch mehrere Wasserstoffatome eines Grundkörpers durch andere Atome oder Atomgruppen ersetzt sein. Dann sind an den Grundkörper mehrere Substituenten gebunden. 

## Verschiedene Substituenten
Man kann die einzelnen Substituenten nach verschiedenen Kriterien kategorisieren.  

### Nomenklatur
Zu den Atomen, die häufig als Substituenten anzutreffen sind, zählen beispielsweise die Halogene. Zu den Atomgruppen, die als Substituenten betrachtet werden, zählen die  Organyl-Reste (Alkyl-Reste (s. a. Artikel: Seitenkette), Aryl-Reste, Alkylaryl-Reste, Heteroaryl-Reste etc.), die Formylgruppe, die Hydroxygruppe, Alkoxygruppen, der Acetyl-Rest, Amino-Reste, die Mercaptogruppe, die Nitrogruppe, und zahllose andere Reste.

### Einfluss auf die elektronische Situation
Substituenten beeinflussen oft die Polarisation in einem Molekül. Dadurch werden die chemischen, physikalischen, sensorischen und pharmakologischen Eigenschaften des Moleküls oft nachhaltig verändert. Man kann die Substituenten einteilen in elektronenliefernde und elektronenziehende.

#### Substituenten an Aromaten
Erstsubstituenten an aromatischen Ringen werden aus pragmatischen Gründen wie folgt eingeteilt:
- Substituenten erster Ordnung  und
- Substituenten zweiter Ordnung

Substituenten erster Ordnung lenken einen durch elektrophile aromatische Substitution neu eintretenden Rest in ortho- und para-Stellung. Hingegen dirigieren Substituenten zweiter Ordnung einen durch elektrophile aromatische Substitution neu eintretenden Rest in meta-Stellung.

### Sterische Effekte
Durch geometrisch raumerfüllende Substituenten (tert-Butylgruppe o. Ä.) kann die chemische Reaktivität des Grundkörpers beeinflusst werden.